# سیارک ۴۰۵۳
سیارک ۴۰۵۳ (به انگلیسی: 4053 Cherkasov، نامگذاری:1981TQ1) چهار هزار و پنجاه و سومین سیارک کشف شده‌است که در ۲ اکتبر ۱۹۸۱ کشف شد.
قدر مطلق سیارک برابر ۱۳٫۳۰ است.